# پایان هالیوودی
پایان هالیوودی (به انگلیسی: Hollywood Ending) فیلمی کمدی به نویسندگی و کارگردانی وودی آلن محصول سال ۲۰۰۲ است. وودی آلن در این فیلم نقش اصلی را نیز بازی می‌کند.

## خلاصه فیلم
یک کارگردان مجبور می‌شود با همسر سابقش، که به خاطر رئیس استودیو به او خیانت کرده‌بود، کار کند. اما روز قبل از آغاز فیلم‌برداری او بینایی‌اش را به صورت موقتی از دست می‌دهد و …